# Shrek – Nu och för alltid
Shrek – Nu och för alltid, original Shrek Forever After, tidigare Shrek Goes Fourth även känd som Shrek 4, Shrek 4Ever After, och Shrek: The Final Chapter, är en animerad action-dramakomedifilm, skriven av Josh Klausner och Darren Lemke och regisserad av Mike Mitchell. Det är den fjärde i Shrek-filmserien, som består av dess föregångare Shrek, Shrek 2 och Shrek den tredje.
Filmen hade biopremiär den 21 maj 2010 i USA, och den 9 juni i resten av världen.

## Handling
Shrek funderar på hur livet i landet långt långt borta skulle ha varit om han inte skulle ha existerat. Han har tidigare levt i en tid då byborna skulle stå i skräck vid blotta nämnandet av namnet Shrek, men nu så är han gift med prinsessan Fiona och tar han hjälp från magikern Bullerskaft för att återställa sitt en gång mäktiga vrål. Men tyvärr så stöter Shrek på ett oväntat problem. Till följd av Shreks affär med Bullerskaft hamnar han i ett annat universum, där ingen vet vem Shrek är och där Bullerskaft regerar . Där tillbringar Åsnan sina dagar med att dra vagnar, och den aning tjocke Mästerkatten föredrar att slappa och dricka sin mjölk. Shrek förstår också att Fiona lyckades ta sig själv ut ur drakens näste. Hon vet inte heller själv vem Shrek är. När alla träsktroll fångas av Bullerskaft så befriar Shrek alla träsktroll men Fiona blir inte räddad för enligt Bullerskaft så är hon inte ett riktigt träsktroll. Bullerskaft släpper lös Draken för att döda Shrek och Fiona men blir stoppad av träsktrollen som invaderar slottet. Alla segrar men före gryningen så blir allting normalt igen. Det är tack vare kärlekens sanna kyss...

## Röster (originalversion)
- Mike Myers - Shrek
- Eddie Murphy - Donkey
- Cameron Diaz - Princess Fiona
- Antonio Banderas - Puss in Boots
- Walt Dohrn - Rumpelstiltskin
- Conrad Vernon - Gingy (Gingerbread Man)
- Aron Warner - Wolf
- Christopher Knights - Three Blind Mice
- Cody Cameron - Pinocchio, Three Little Pigs
- Jon Hamm - Brogan the Ogre
- Craig Robinson - Cookie the Ogre
- Jane Lynch - Gretchen the Ogre
- Julie Andrews - Queen Lillian
- John Cleese - King Harold
- Chris Miller - Magic Mirror, Geppetto
- Kristen Schaal - Pumpkin Witch, Palace Witch
- Mary Kay Place - Guard Witch
- Meredith Vieira - Broomsy Witch
- Kathy Griffin - Taran
- Lake Bell - Patrol Witch, Wagon Witch #2
- Jeremy Steig - Pied Piper
- Larry King - Doris the Ugly Stepsister
- Regis Philbin - Mabel the Ugly Stepsister
- Ryan Seacrest - Butter Pants' father
- Mike Mitchell - Butter Pants

### Svenska röster
- Samuel Fröler - Shrek
- Jonas Malmsjö - Åsnan
- Helena af Sandeberg - Prinsessan Fiona
- Rafael Edholm - Mästerkatten
- Göran Berlander - Bullerskaft (Rumpelstiltskin)
- Anders Öjebo - Pepparkaksgubben
- Adam Fietz - Vargen
- Andreas Nilsson - Pinocchio
- Mattias Knave - Brogan
- Anders Beckman - Kakan
- Ewa Fröling - Gretchen
- Margaretha Byström - Drottning Lillian
- Claes Ljungmark - Kung Harold
- Vicki Benckert - Griselda
- Jonas Kruse - Lemke
- Charlotte Ardai Jennefors - Amber
- Per Johansson - Sockerbagaren